# 基本權
基本權（德語：Grundrechte）是一個人生存所不可或缺，且其核心永遠不可侵犯的權利。基本權即為一般所理解的人權，由於此種權力於憲法學上有其特殊的運作模式，故另外以憲法學上基本權之詮釋為內容介紹。

## 概論
基本權在憲法學上，是一個人生存所不可或缺，且其核心永遠不可侵犯的權利。它的基礎是人性尊嚴（或稱人格尊嚴）。
在德文中，「Recht」一詞同時有「權利」和「法律」兩種意義，前者是指針對個人而言主觀上得以主張者，而後者則是指法規範的客觀存在，因此也在歐陸法系衍生出了基本權的主觀與客觀面向。
歐陸法系實定憲法中的基本權條款，具有兩個層次的性質，分別是「客觀法規範」與「主觀公權利」。客觀法規範是指基本權條款對國家權力具有拘束力，主觀公權利則指人民可以要求透過國家制度實現基本權。

## 腳註